# Cypress Hill
Cypress Hill és un grup californià de música rap. Es va formar el 1986 i al llarg de la seva àmplia i reeixida carrera han venut més de 20 milions d'àlbums a tot el món. És considerat un dels grups més influents de l'escena hip hop de la Costa Oest de començaments de 1990, essent molt aclamats pels seus quatre primers àlbums. Un dels factors principals de la seva popularitat és el seu compromís amb la legalització del consum medicinal i recreatiu del cànnabis. Cypress Hill fou també el primer grup d'origen llatinoamericà en obtenir un disc de platí, un disc d'or i un disc multiplatí.

## Carrera

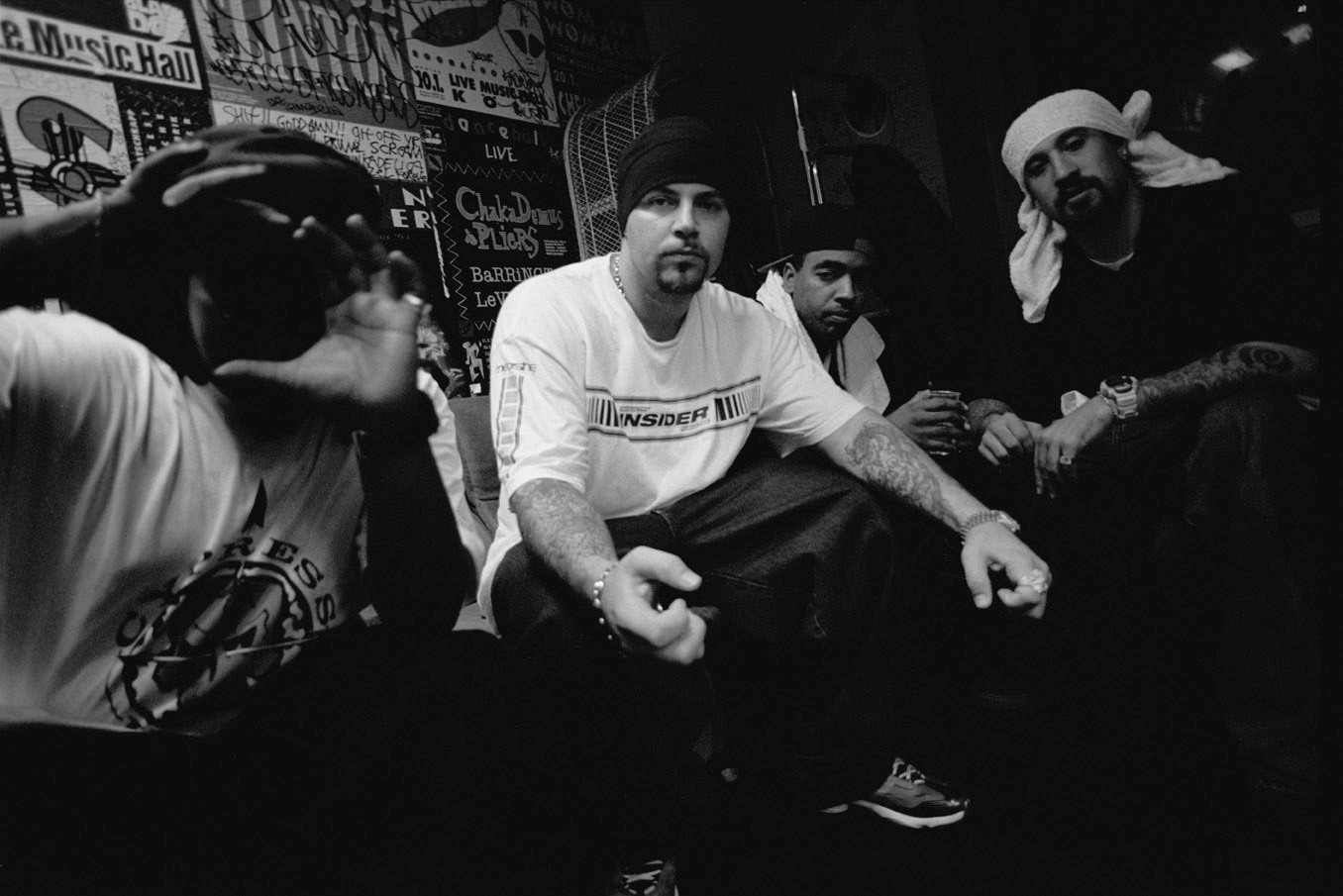
Cypress Hill a Bonn el 1998

### Nom del grup
El nom del grup fa referència al lloc on els primers membres de la banda van viure, a l'avinguda Cypress de South Gate, al Comtat de Los Angeles, car en aquest indret hi ha molts arbres xiprers, un arbre de la família de les Cupressàcies. El nom original del grup era DVX (Devastating Vocal Excellence) però va ser canviat després de la sortida de Mellow Man Ace (Ulpiano Sergio, el germà menor de Sen Dog) del grup per iniciar la seva carrera com a solista. De vegades, incorrectament, es creu que el nom del grup es refereix al barri Cypress Hill de Brooklyn (Nova York).

### Membres
- DJ Muggs (28 de gener de 1968): DJ i productor
- B-Real (2 de juny de 1970): MC
- Sen Dog (20 de novembre de 1965): MC
- Eric «Bobo» Correa (27 d'agost de 1968): percussionista des del 1994.

## Discografia

### Àlbums d'estudi
- Cypress Hill (1991)
- Black Sunday (1993)
- Cypress Hill III: Temples of Boom (1995)
- Cypress Hill IV (1998)
- Skull & Bones (2000)[6]
- Stoned Raiders (2001)
- Till Death Do Us Part (2004)
- Rise Up (2010)
- Elephants on Acid (2018)[7]
- Back in Black (2022)

### EP
- 1992 : Something for the Blunted
- 1996 : Unreleased & Revamped
- 2002 : Stash
- 2004 : Smoke 'Em If You Got 'Em
- 2012 : Cypress X Rusko

### Recopilatoris
- 1999 : Los grandes éxitos en español
- 2005 : Greatest Hits from the Bong
- 2008 : Collections
- 2008 : Super Hits
- 2010 : Strictly Hip Hop: The Best of Cypress Hill